# Gilles Bohier
Gilles Bohier est un prélat français qui fut évêque d'Agde de 1546 à sa mort.

## Biographie

### Famille
Gilles Bohier est le fils de Thomas Bohier et de Katherine Briçonnet, ses frères sont Antoine II Bohier, baron de Saint-Cirgues, gouverneur de Touraine, et François Bohier, successeur de son oncle maternel Denis Briçonnet comme évêque de Saint-Malo.

### Carrière ecclésiastique
Il est d'abord  doyen de l'Église Sainte-Marthe de Tarascon et curé de la paroisse Saint-Médard du Frène lorsqu’à la suite d'une cession du 17 décembre 1546 de Claude de La Guiche il devient évêque d'Agde au début de l'année suivante. En 1550 il vend son « droit de choix » aux habitants de la cité d'Agde et les autorise à choisir leurs quatre nouveaux Consuls sur les huit présentés par les Consul sortants. Il ne meurt qu'en 1561 mais le dernier acte dans lequel il apparait est daté du 29 août 1554.